# Desa Margaluyu (administrativ by i Indonesien, Jawa Barat, lat -7,76, long 108,27)
Desa Margaluyu är en administrativ by i Indonesien.   Den ligger i provinsen Jawa Barat, i den västra delen av landet, 230 km sydost om huvudstaden Jakarta.